# B&M (distribution)
B&M est une entreprise britannique de grande distribution spécialisée dans les produits discounts fondée en 1978. En 2017, elle compte 28 000 employés avec 600 magasins. Son nom a pour origine les initiales des deux fondateurs, Billington et Mayman.
Elle est cotée à la Bourse de Londres et fait partie de l’indice FTSE 250 depuis juin 2015.
En octobre 2018, B&M European Retail Value rachète l'enseigne française Babou pour 91 millions d'euros,,,. Les magasins Babou sont devenus des B&M entre 2019 et 2021.
Le 4 février 2022, l’entreprise a ouvert son 700e magasin au Border Retail Park, à Wrexham.
En septembre 2022, Simon Arora a quitté ses fonctions de directeur général après dix-sept ans à ce poste et a été remplacé par Alex Russo'.

## Actionnaires
Liste des principaux actionnaires au 30 octobre 2019.
| Wellington Management                          | 4,90% |
| Fidelity Management & Research                 | 4,58% |
| Capital Research & Management(World Investors) | 3,52% |
| CI Investments                                 | 3,43% |
| Fiduciary Management                           | 2,98% |
| The Vanguard Group                             | 2,69% |
| Alken Asset Management                         | 2,59% |
| Norges Bank Investment Management              | 1,62% |
| JPMorgan Asset Management                      | 1,62% |
| AXA Investment Managers                        | 1,61% |